# Хватов, Николай Васильевич

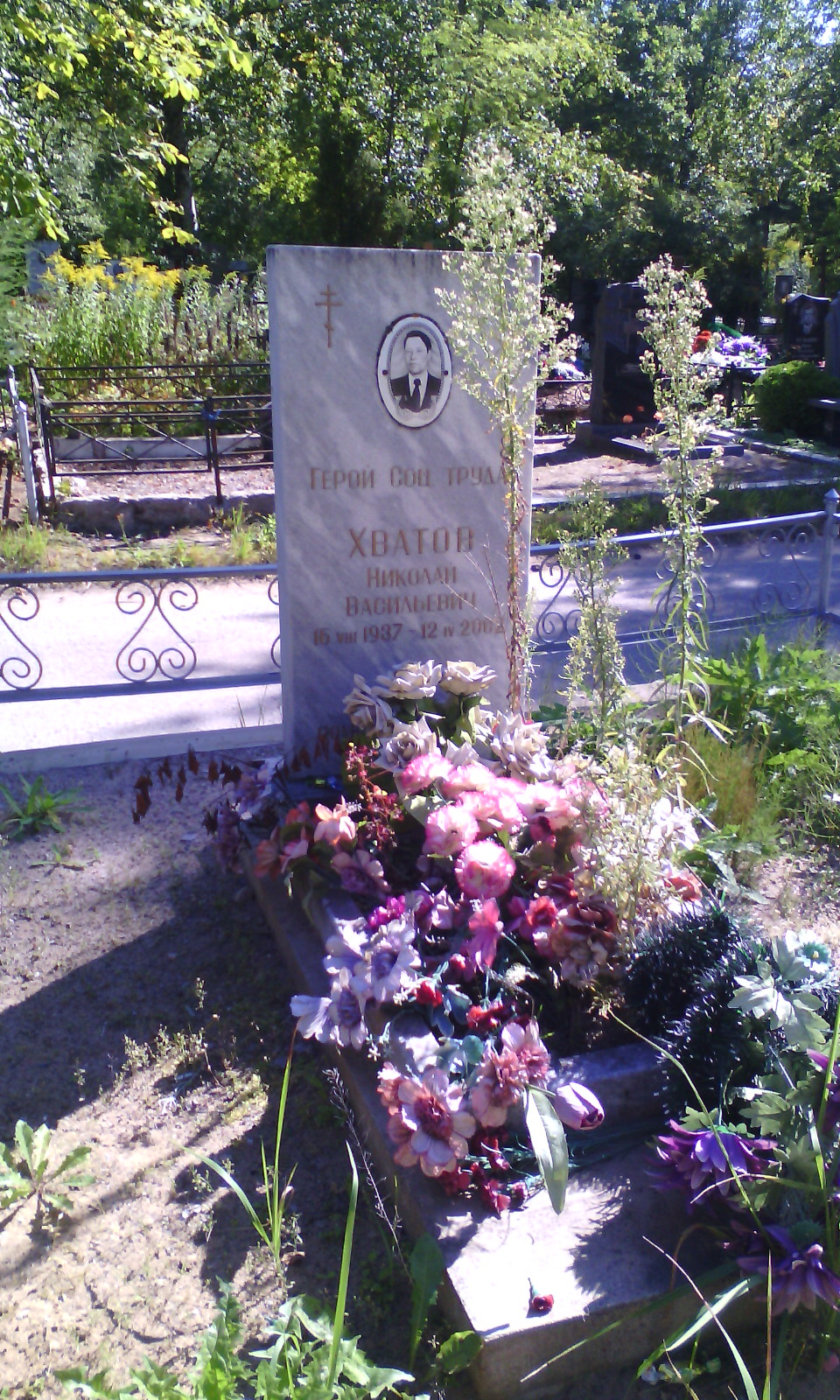
Могила Хватова Н. В на Западном кладбище Великого Новгорода

 Николай Васильевич Хватов (16 августа 1937, д. Гвоздец Ленинградской области (ныне территория Новгородского района Новгородской области) — 12 апреля 2002) — бригадир плотников «СУ-265» треста № 43 «Новгородхимстрой», Герой Социалистического Труда (1977).

## Биография
Николай Васильевич Хватов начал свою трудовую деятельность в 1960 году рабочим в тресте № 43 «Новгородхимстрой», вернувшись после службы в армии. С 1 января 1965 года — плотник, бригадир плотников, а затем — бригадир комплексной бригады, которая под его руководством строила новые цеха новгородского производственного объединения «Азот», левобережную водопроводную станцию, объекты коммунального хозяйства, жилые дома. В 1977 году Николаю Васильевичу было присвоено звание Герой Социалистического Труда. На предприятии он работал до ухода на пенсию в 1997 году.
Н. В. Хватов был делегатом XXVI съезда КПСС, неоднократно избирался депутатом областного и городского Совета народных депутатов.
Николай Васильевич Хватов умер в 2002 году.
20 апреля 2012 года на доме № 12 на улице Зелинского в Великом Новгороде была открыта мемориальная доска.

## Награды
- Орден Трудового Красного Знамени,
- Орден Октябрьской Революции,
- Медаль «Серп и Молот» (1977)
- Орден Ленина
- звание «Почётный гражданин Новгорода» (25 октября 1983)
- Заслуженный строитель Российской Федерации (1996)[3]
- Почётная грамота Новгородской городской Думы и Администрации г. Новгорода (в июне 1997 года «за многолетний добросовестный труд»).